# Yeoman Island
Yeoman Island – niezamieszkana wyspa w kanadyjskim Archipelagu Arktycznym na wodach Admiralty Inlet. Administracyjnie należy do terytorium Nunavut i regionu Qikiqtaaluk. Leży przy brzegach Ziemi Baffina. W pobliżu znajdują się wyspy Saneruarsuk Islands.
W pobliżu wyspy występują duże populacje narwali oraz lodofok grenlandzkich.